# غلصمي احتكاكي مهموس
غلصمي احتكاكي مهموس (بالإنجليزية: Voiceless epiglottal fricative)، صامت غلصمي احتكاكي مهموس مستخدم بشكل محدود في عدد من اللغات المحكيّة، يرمز له بالأبجديّة الصوتيّة الدوليّة بالرمز (ʜ)، وبأبجدية مناهج تقييم الكلام الصوتية الموسعة بالرمز (H\).

## ملامح الصوت
الملامح المميزة للصامت الغلصمي الاحتكاكي المهموس:
1. مخرج الصوت احتكاكي جانبي، احتكاكي لأنّ الصوت ينطق بواسطة دفع الهواء عبر ممر ضيق في موضع النطق، وجانبي لأن النفس يمر من جوانب اللسان وليس من فوق مركزه.
2. صفة الصوت غلصميَّة ، وهذا يعني أنّ الصوت ينطق بواسطة اقتراب ثَنْيَةُ لِسانِ المزمار من الفلكة.
3. الصفة اللفظية مهموس، وهذا يعني أنّ الحبال الصوتيّة لا تهتز أثناء نطق الصوت.
4. صامت شفتاني، وهذا يعني أن الهواء يخرج من خلال الفم فقط.
5. تقنية تدفق الهواء رئويّة، وهذا يعني أنّ الصوت ينطق الحرف عن طريق دفع الهواء بواسطة الرئتين والحجاب الحاجز فقط، كمعظم الأصوات تقريباً.

## ظهور الصوت
| اللغة  | اللغة  | الكلمة  | أصد     | المعنى      | ملاحظات |
| ------ | ------ | ------- | ------- | ----------- | ------- |
| أغول   | أغول   | [mɛʜ]   | [mɛʜ]   | 'مصل اللبن' |         |
| داهالو | داهالو | [ʜaːɗo] | [ʜaːɗo] | 'سهم'       |         |
| هايدا  | هايدا  | x̱ants   | [ʜʌnts] | 'ظل'        |         |